# Día internacional del café
El  Día Internacional del Café  se celebra anualmente el 1 de octubre desde 2015 y fue proclamado por  la Organización Internacional del Café en 2014.

## Proclamación
El Día Internacional del Café fue proclamado por la Organización Internacional del Café (OIC) en marzo de 2014, durante una reunión que se llevó a cabo del 3 al 7 de ese mes en su sede de Londres. La iniciativa fue presentada por el Comité Consultivo del Sector Privado (PSCB) de la OIC y aprobada por los 77 Estados miembros con el objetivo de unificar las distintas celebraciones del café en una sola fecha global.La proclamación busca promover y celebrar el café como bebida y crear conciencia sobre las condiciones de los productores de café en todo el mundo. Además, se buscó fomentar el comercio justo y la sostenibilidad en la industria cafetera. La OIC decidió establecer esta jornada para unificar las diversas celebraciones que ya existían en distintos países bajo una sola fecha global.

## Celebración

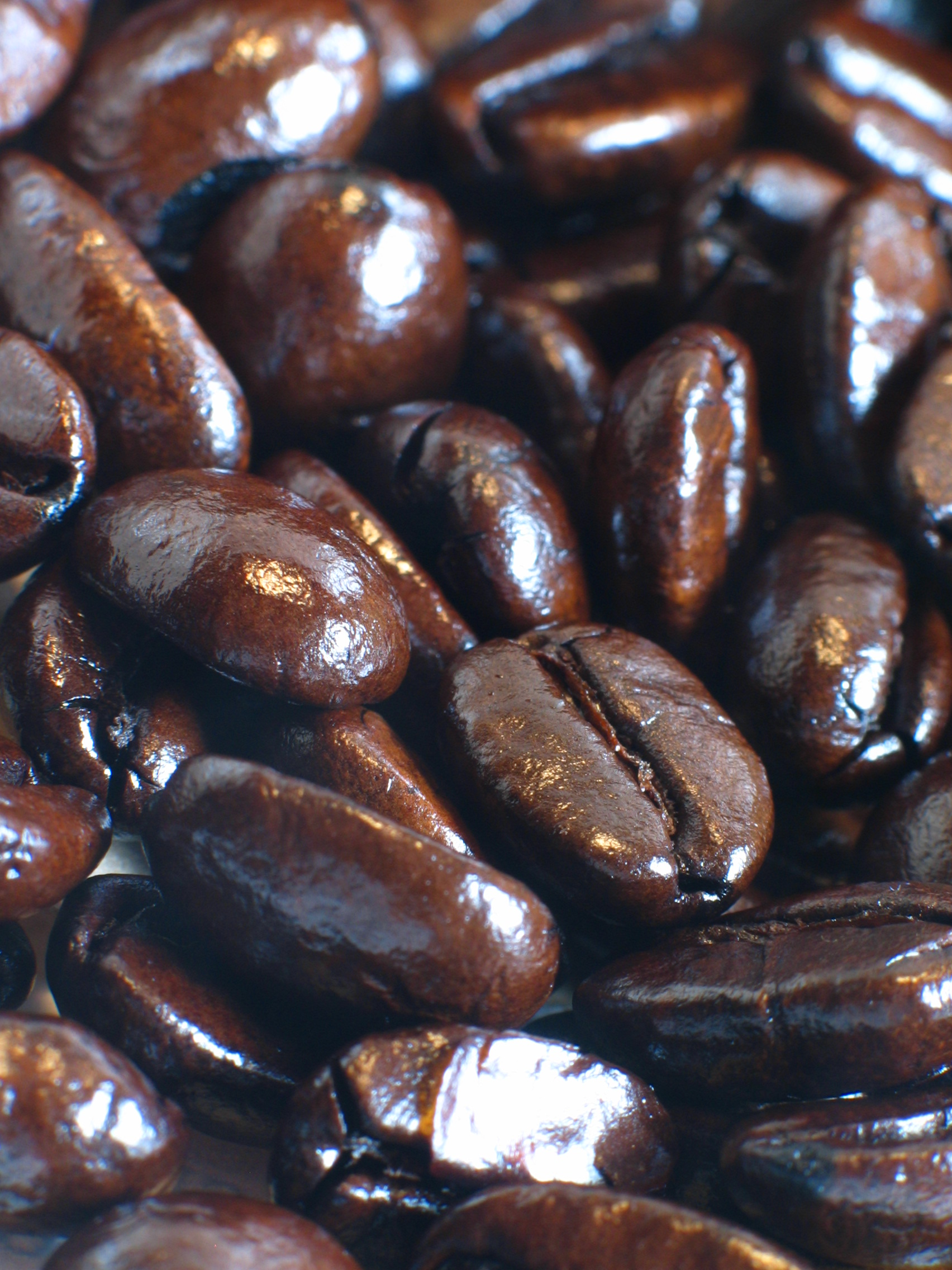
Granos de café tostados.

El Día Internacional del Café se celebra cada 1 de octubre desde 2015, coincidiendo con su lanzamiento oficial en la Expo 2015 de Milán. Antes de su proclamación, existían diversas fechas para conmemorar el café en distintos países. Japón fue uno de los primeros en promover un evento dedicado al café en 1983, organizado por The All Japan Coffee Association. En Estados Unidos, se celebra el 29 de septiembre, y su origen se remonta a las campañas de la Asociación Nacional del Café (NCA), con su primera mención pública en 2005. En China, la OIC promovió una celebración en 1997 que se convirtió en una conmemoración anual a partir de 2001. Otros países como Taiwán, Nepal e Indonesia también establecieron sus propias versiones del Día del Café en fechas distintas, destacando la creciente popularidad de este día a nivel mundial. Con la unificación de la fecha en octubre, se ha buscado crear una celebración global para destacar la importancia del café y sensibilizar sobre las problemáticas que enfrentan las comunidades productoras. Durante esta jornada, muchos negocios ofrecen tazas de café gratuitas o con descuentos especiales y se organizan campañas de concienciación sobre el comercio justo. Además, es común que las empresas compartan ofertas y promociones a través de redes sociales, mientras que algunas organizaciones promueven la compra de tarjetas de felicitación físicas o electrónicas con motivos alusivos a la celebración.  También se llevan a cabo degustaciones y eventos culturales para celebrar la bebida y sensibilizar sobre las problemáticas que enfrentan los caficultores.

## Otras lecturas
- Flock, Elizabeth (29 de septiembre de 2011). «National Coffee Day: Celebrate with a free cup of joe». Washington Post. Consultado el 30 de septiembre de 2011.
- Goldwert, Lindsay (29 de septiembre de 2011). «National Coffee Day: Get your free cup of joe -- just not at Starbucks». NY Daily News (New York). Consultado el 4 de octubre de 2011.
- Kanalley, Craig (29 de septiembre de 2010). «National Coffee Day 2010: What's Your Favorite Coffee?». Huffington Post. Consultado el 4 de octubre de 2011.
- Gayathri, Amrutha (30 de septiembre de 2011). «National Coffee Day: Where to Find Free Deals All Week». International Business Times. Consultado el 4 de octubre de 2011.

- Datos: Q6049351